# Kefenrod
Kefenrod é um município da Alemanha, situado no distrito de Wetterau, no estado de Hesse. Tem 30,66 km² de área, e sua população em 2019 foi estimada em 2.733 habitantes.